# Pandemia de COVID-19 en Europa
La pandemia de COVID-19 en Europa es parte de la pandemia de COVID-19 provocada por el coronavirus SARS-CoV-2. El primer caso de COVID-19 en Europa se detectó el 25 de enero en Francia: un hombre de 80 años procedente de la provincia de Hubei, que luego falleció el 15 de febrero. El 14 de febrero murió un turista chino en París, en la que se creyó se trataba de la primera muerte por COVID-19 fuera de Asia pero posteriormente se descubrió que un hombre fallecido en la ciudad española de Valencia el 13 de febrero también estaba infectado de coronavirus, que había contraído en Nepal.
Los casos iniciales se informaron en Francia, Alemania y otros países con un número relativamente bajo de casos. El 21 de febrero, se informó un gran brote en Italia, principalmente en el norte, cerca de Milán. Los casos crecieron rápidamente y el 13 de marzo de 2020 la Organización Mundial de la Salud declaró a Europa el nuevo epicentro del virus después de que la situación mejorara en China. Desde esa fecha, el número de casos en cada país europeo se ha duplicado en períodos de entre dos y cuatro días.
A partir del 17 de marzo de 2020, todos los países de Europa han informado al menos un caso de COVID-19 (siendo Montenegro el último en hacerlo), seguidos por la Isla de Man el 19 de marzo, el Estado con reconocimiento limitado de Transnistria el 21 de marzo. Más de 50 países han informado al menos una muerte. Supone el segundo continente más afectado del mundo por la pandemia habiendo superado 2.5 millones de casos confirmados y más de 190 000 muertes.
Durante el mes de noviembre del 2021 la Organización de las Naciones Unidas, advirtió que, después de meses de ir a la baja, los casos de COVID en Europa estaban aumentado y de nueva cuenta se estaba convirtiendo en el epicentro de la pandemia. Se informó que aunque los contagios estaban generalizados, es decir en todos los grupos de edad, los mayores de 75 años eran los más afectados por las muertes. Los relajamientos en la sociedad en general y la falta de un esquema de vacunación completa fueron los principales causantes del aumento de casos y muertes.

## Respuesta de la Unión Europea
A partir de finales del primer trimestre de 2020, varios de los Estados miembros de la Unión se confrontaron a la crisis sanitaria de la pandemia de COVID-19. El impacto mediático generado por la situación, precipitó a los gobiernos nacionales y a las instituciones europeas a una situación sin precedentes, que en marzo, llevó a que los Estados miembros aceptaran la recomendación emitida por la Comisión Von der Leyen sobre lo que deberían hacer para restringir la entrada en el territorio a los residentes extracomunitarios. Casi al mismo tiempo, la Comisión lanzó su primera reserva de material médico con el fin de repartirlo a los Estados de la Unión más afectados por la pandemia.
En abril se sucedieron numerosas acciones políticas en respuesta a la crisis. En primer lugar reaccionó el Banco Central Europeo (BCE) con un programa de compra de títulos para evitar el colapso de los mercados de deuda, lo que contribuyó a estabilizar la situación financiera. Entonces, tras ser aprobada por primera vez la denominada “cláusula general de salvaguarda” prevista para escenarios de graves crisis generalizadas que afecten a la eurozona, la Comisión pudo levantar los límites que fijaba el pacto de estabilidad y crecimiento. De esta forma se autorizó a los gobiernos nacionales a inyectar en la economía tanto dinero «como fuese necesario». A dicha flexibilización se añadieron también los cambios en la autorización de ayudas públicas, ya que la normativa permitió otorgar hasta 800.000 euros por compañía en forma de subvención directa o ventajas fiscales. De manera complementaria, el Eurogrupo logró un acuerdo la segunda semana de abril que estableció los detalles de la primera red de seguridad comunitaria contra los efectos de la pandemia.
Pero el anuncio más destacado llegó el 18 de mayo de 2020, cuando en una rueda de prensa Merkel y Macron presentaron un plan para la UE en el marco de la crisis de la pandemia. Este impulso se integró con varias acciones institucionales de las semanas anteriores, y sirvió de base al plan recuperación económica (Next Generation EU) presentado por Von der Leyen la semana siguiente. Empero, el anuncio conjunto de Merkel y Macron fue impulsado por un fallo del Tribunal Constitucional de Alemania, que días antes había puesto en duda la independencia del Banco Central Europeo (BCE) para mantener a flote las economías de los miembros más vulnerables de la organización, así como la gobernabilidad de la UE. Hasta entonces, Merkel —quien ocho años antes, en el punto más álgido de la crisis del euro, aseguró que no habría eurobonos «mientras yo viva»— se había opuesto a la propuesta de Macron para crear un fondo que obligaría a los 27 a aumentar la deuda de forma conjunta.
En diciembre de 2020, la vacuna Tozinameran contra la COVID-19 logró la autorización de comercialización en la UE. BioNTech (Societas europaea), el laboratorio al origen de dicho producto, había recibido más de 9 millones de euros de financiación de la UE para la investigación durante la década precedente. Además, en junio fue beneficiario de un préstamo de 100 millones de euros del Banco Europeo de Inversiones (BEI), respaldado por la UE. Esto ayudó al laboratorio alemán a ampliar sus capacidades de fabricación y a suministrar la vacuna a nivel mundial.
En el plano internacional, durante el mes de mayo la Comisión lanzó la "Respuesta mundial al coronavirus", una acción que perseguía el «acceso universal a vacunas, tratamientos y tests de coronavirus asequibles». En la primera jornada del evento quedó cubierto el objetivo monetario de 7400 millones de euros, más de un tercio de los cuales procedían de la UE y sus Estados miembros. Este “maratón mundial de donantes”, dio paso al lanzamiento de una campaña denominada Global Goal: Unite for our Future que culminó el 27 de junio con una cumbre mundial de donantes, presidida por Von der Leyen, que recaudo 6.150 millones de euros.

### Controversia inicial
En marzo de 2020, el gobierno italiano criticó la supuesta falta de solidaridad de la UE con Italia. Italia solicitó al mecanismo de Protección civil de la Unión Europea (UE) el envío de ayudas, pero hasta el 11 de marzo de 2020 ningún país europeo había respondido. El Representante Permanente de Italia ante la Unión Europea, Maurizio Massari, escribió: "desafortunadamente, ni un solo país de la EU ha respondido a la solicitud." Inicialmente Francia y Alemania prohibieron la exportación de mascarillas y otros suministros, por lo que se recibió ayuda en Italia desde China, Rusia y Cuba antes que de Europa. Sin embargo, ese mismo mes, los hospitales alemanes comenzaron a atender a pacientes italianos y franceses con COVID-19, y en abril el gobierno alemán asumió por su cuenta el tratamiento médico de pacientes europeos que necesitaban asistencia respiratoria y que se encontraban internados en sus hospitales. El costo de los servicios sanitarios a estos pacientes alcanzaría inicialmente cerca de 20 millones de euros, indicó el ministro de Salud de Alemania.
Por otra parte, aunque el 7 de marzo algunos políticos europeos, como Marine Le Pen de Francia, habían pedido que se cerraran temporalmente las fronteras internas de la Unión Europea, la comisión para el 13 de marzo seguía rechazando la idea de suspender la zona de libre circulación del espacio Schengen e introducir controles fronterizos con Italia. El 9 de marzo, el primer ministro checo, Andrej Babiš, declaró que "los países europeos no pueden prohibir la entrada de ciudadanos italianos al espacio Schengen. La única forma posible es que el primer ministro italiano pida a sus conciudadanos que se abstengan de viajar a otros países del Unión Europea".
Después de que Eslovaquia, Dinamarca, la República Checa y Polonia anunciaran el cierre completo de sus fronteras nacionales, la presidenta de la Comisión Europea, Ursula von der Leyen, dijo el 12 de marzo que "Ciertos controles pueden estar justificados, pero las prohibiciones generales de viaje no se consideran las más eficaces por la Organización Mundial de la Salud. Además, tienen un fuerte impacto social y económico, interrumpen la vida de las personas y los negocios a través de las fronteras." 
Por su parte, el presidente de los Estados Unidos, Donald Trump, dijo antes del 12 de marzo la UE "no adoptó las mismas precauciones ni restringió los viajes desde China y otros puntos críticos" que habían aplicado los Estados Unidos. Trump también dijo que "Como resultado, una gran cantidad de nuevos clústeres en los Estados Unidos fueron sembrados por viajeros de Europa". La investigación sobre los genomas del coronavirus indica que la mayoría de los casos de COVID-19 en Nueva York provienen de viajeros europeos, en lugar de que directamente de China o de cualquier otro país asiático. Los líderes de la UE condenaron la decisión de Estados Unidos de restringir los viajes de Europa a Estados Unidos. El presidente del Consejo Europeo, Charles Michel y Ursula von der Leyen, dijeron en una declaración conjunta: "La Unión Europea desaprueba el hecho de que la decisión de Estados Unidos de imponer una prohibición de viaje se haya tomado de forma unilateral y sin consulta". Ursula von der Leyen admitió que el 17 de marzo que "todos los que no somos expertos subestimamos el coronavirus".

#### Legislación de urgencia en Hungría
Dieciséis Estados miembros de la Unión Europea emitieron un comunicado el 1 de abril advirtiendo que ciertas medidas de urgencia adoptadas por algunos países durante la pandemia de COVID-19 podían socavar los principios básicos de la democracia y el Estado de Derecho. Anunciaron que "apoyan la iniciativa de la Comisión Europea para monitorizar las medidas de emergencia adoptadas y su aplicación para garantizar la defensa de los valores fundamentales de la Unión". El comunicado no menciona a Hungría, pero algunos observadores creen que implícitamente se refiere a una ley aprobada en Hungría que concede plenos poderes al Gobierno húngaro durante la pandemia de COVID-19. El día siguiente, el Gobierno húngaro firmó el comunicado.
El 30 de marzo de 2020, el parlamento húngaro aprobó por mayoría cualificada la ley que concede plenos poderes al Gobierno, con 137 votos a favor y 53 en contra. Tras la aprobación de la ley, el Presidente de Hungría, János Áder, anunció que el marco temporal de la autorización del Gobierno sería temporal y limitada en su alcance?. Ursula von der Leyen, la Presidenta de la Comisión Europea, afirmó que estaba preocupada sobre las medidas de urgencia tomadas en Hungría y que éstas deberían limitarse a lo necesario y el Ministro de Asuntos Exteriores Michael Roth sugirió que deberían imponerse sanciones económicas a Hungría.
El 2 de abril, los líderes de trece partidos miembros del Partido Popular Europeo hicieron una propuesta para expulsar al Fidesz húngaro en respuesta a las medidas de excepción aprobadas en Hungría. Viktor Orbán respondió mediante una carta dirigida al Secretario General del EPP Antonio López-Istúriz White, en la que mostraba su disposición para discutir sobre asuntos relativos a la pertenencia del FIdesz al EPP "cuando acabe la pandemia". Refiriéndose a la propuesta de los trece líderes políticos, Orbán también afirmó que "apenas puedo imaginar que algunos de nosotros tenga tiempa para fantasías acerca de las intenciones de otros países. Eso parece ser un caro lujo estos días". Durante una conferencia de ministros de exterior de la Unión Europea celebrada el 3 de abril de 2020, el ministro húngaro de exteriores, Péter Szijjártó, pidió a los demás ministros que leyeran la legislación directamente, en lugar de las representaciones "tendenciosas" que se hacen en los periódicos, antes de comentar sobre ella.

### El plan de recuperación
Nueve países europeos (España, Italia Francia, Bélgica, Luxemburgo, Irlanda, Portugal, Grecia y Eslovenia) han pedido "coronabonos" (un tipo de eurobonos) para ayudar a sus países, encerrados por el COVID-19, para recuperarse de la pandemia. Los coronabonos se discutieron el 26 de marzo de 2020 en una reunión del Consejo Europeo, pero Alemania y los Países Bajos (apoyados por Austria y Finlandia) se opusieron a la creación de dichos bonos. La cumbre se prolongó durante tres horas más de lo esperado debido a las reacciones "emocionales" de los primeros ministros de España e Italia. La directora del Banco Central Europeo, Christine Lagarde, que planea (por separado) distribuir más de 1 billón de euros en bonos en respuesta al coronavirus, instó a la UE a considerar la distribución de coronabonos.
Emisión conjunta de deuda (eurobonos)
La cuestión recibió un nuevo impulso con la crisis de la pandemia de COVID-19. El 18 de mayo de 2020, Merkel y Macron propusieron la puesta en marcha de un fondo de recuperación de la economía europea —a través de subvenciones no reembolsables— por 500 millardos de euros, destinado a los Estados y los sectores económicos más golpeados por la crisis. Partiendo de este anuncio, el 27 de mayo siguiente, la Comisión Von der Leyen presentó el programa Next Generation EU (Próxima Generación UE), de 750 millardos de euros que se distribuirán entre los Estados comunitarios en los siguientes dos años a través de transferencias directas y préstamos. Este fondo de recuperación se añade al marco financiero plurianual (MFP) para el periodo 2021-2027, cuyo borrador fue presentado en la misma ocasión.
El plan fue aprobado en la cumbre europea de julio siguiente, durante la presidencia pro tempore alemana del Consejo de la UE, cuando tras cuatro días de negociaciones, el Consejo Europeo acordó unos montos definitivos, diferentes a los del Next Generation EU original. Así, la partida para las transferencias directas sería de 390 millardos de euros (frente a los 500 millardos previstos), y el monto de los préstamos pasó a 360 millardos (frente a los 250 millardos previstos). En cuanto al MFP, este tendrá un volumen de 1,074 billones de euros, frente a los 1,1 billones de propuestos inicialmente. El documento estipula que, una vez aceptada la distribución de subsidios, los planes nacionales de inversiones y reformas serán evaluados por la Comisión y aprobados en el Consejo por mayoría cualificada. Para ello, los planes deberán ser coherentes con las recomendaciones formuladas por el Ejecutivo comunitario.
El Next Generation EU pretende recaudar dinero elevando temporalmente el límite máximo de recursos propios al 2,00 % del producto nacional bruto de la UE, lo que permitirá a la Comisión utilizar su calificación de crédito para pedir prestados 750 millardos de euros en los mercados financieros. Esta financiación adicional se canalizará a través de programas de la UE y se reembolsará a lo largo de los futuros presupuestos de la UE, no antes de 2028 ni después de 2058. Para ayudar a hacer esto, la Comisión propuso una serie de nuevos recursos propios. Así, el Mecanismo Europeo de Recuperación y Resiliencia (MRR), que es elemento central de Next Generation EU, cuenta con 672,5 millardos de euros en préstamos y subvenciones para apoyar las reformas e inversiones emprendidas por los Estados miembros. Y es que en febrero de 2021, después de que la Eurocámara diese su aprobación, el Consejo avaló las normas que rigen cómo acceder y utilizar estas ayudas. Con la entrada en vigor del MRR se abrió el plazo para que los Estados puedan presentar oficialmente a la Comisión Europea sus planes para recibir los fondos.
Todos los recursos se inyectan a través de programas de gasto ya previstos en los presupuestos, lo que permite al Parlamento Europeo actuar como colegislador y pronunciarse al igual que el Consejo Europeo. El plan incluye también la creación contribuciones presupuestarias asignadas directamente a las cuentas de la UE. Además, los anuncios de Von der Leyen se sumaron al plan anticrisis presentado por el Eurogrupo y ratificado en videoconferencia por el Consejo Europeo del 23 de abril anterior. Se trata de un paquete que busca movilizar hasta 540 millardos de euros a través de tres vías: 240 millardos en líneas de liquidez para los Estados a través del Mecanismo Europeo de Estabilidad (MEDE); otros 100 millardos a través de un fondo contra el desempleo (SURE, por sus siglas en inglés); y, finalmente, una línea de crédito de 200 millardos de euros para las empresas a través del Banco Europeo de Inversiones (BEI).
Si se suman los montos de los planes anunciados por la Comisión y el Eurogrupo a otras partidas, podría movilizarse directa e indirectamente una cuantía superior a los tres billones de euros. De esta manera, se busca compensar el lastre financiero con una reestructuración económica que prepare una revolución medioambiental y tecnológica que ya era considerada inevitable antes de la pandemia.

## Situación por país
| Territorios     | Territorios | Confirmados | Confirmados | Fallecidos | Fallecidos | Fallecidos | Recuperados | Recuperados |
| 57 territorios  | Población   | Totales     | CxMhab      | Totales    | %          | FxMhab     | Totales     | %           |
| --------------- | ----------- | ----------- | ----------- | ---------- | ---------- | ---------- | ----------- | ----------- |
| Europa          | 746 419 000 | 24 936 568  | 33 408      | 569 904    | 2.3 %      | 763        | 13 383 398  | 53.7 %      |
| Rusia           | 146 712 000 |             |             |            |            |            |             |             |
| España          | 47 650 000  |             |             |            |            |            |             |             |
| Reino Unido     | 67 236 000  |             |             |            |            |            |             |             |
| Francia         | 67 028 048  |             |             |            |            |            |             |             |
| Turquía         | 83 752 000  |             |             |            |            |            |             |             |
| Italia          | 60 541 000  |             |             |            |            |            |             |             |
| Alemania        | 83 019 200  |             |             |            |            |            |             |             |
| Ucrania         | 42 534 000  |             |             |            |            |            |             |             |
| Rumania         | 19 237 000  |             |             |            |            |            |             |             |
| Bélgica         | 11 555 000  |             |             |            |            |            |             |             |
| Suecia          | 10 373 000  |             |             |            |            |            |             |             |
| Bielorrusia     | 9 395 000   |             |             |            |            |            |             |             |
| Países Bajos    | 17 460 000  |             |             |            |            |            |             |             |
| Polonia         | 38 383 000  |             |             |            |            |            |             |             |
| Portugal        | 10 222 000  |             |             |            |            |            |             |             |
| Suiza           | 8 651 000   |             |             |            |            |            |             |             |
| Moldavia        | 2 587 000   |             |             |            |            |            |             |             |
| Serbia          | 6 949 000   |             |             |            |            |            |             |             |
| Irlanda         | 4 999 000   |             |             |            |            |            |             |             |
| Austria         | 8 934 000   |             |             |            |            |            |             |             |
| República Checa | 10 702 000  |             |             |            |            |            |             |             |

## Casos confirmados

### Albania
Albania confirmó su primer caso el 8 de marzo de 2020, un padre y un hijo que habían viajado desde Florencia, Italia. Hasta el 21 de junio de 2020, se han reportado 1,962 casos confirmados de COVID-19 en Albania, resultando en 44 muertes; 1.132 personas se han recuperado.

### Alemania
Se confirmó que la pandemia de COVID-19 se extendió a Alemania el 27 de enero de 2020, cuando se confirmó el primer caso de COVID-19 en Baviera, siendo además el primer caso de contagio de humano a humano producido en suelo europeo. El enfermo es un hombre de 33 años, contagiado en enero por una colega de trabajo procedente de China, que permaneció cuatro días en Alemania.
La mayoría de los casos de COVID-19 en enero y principios de febrero se originaron en la sede de Webasto en Baviera y, aparentemente, desde allí hasta el norte de Italia, donde Webasto tiene oficinas, consistentemente en el análisis filogenético del ADN viral. Más tarde, nuevos grupos fueron introducidos por viajeros de Italia, China e Irán. El Instituto Robert Koch aconseja el control de enfermedades y epidemias en Alemania de acuerdo con un plan nacional de pandemia. Los brotes se gestionaron por primera vez en una etapa de contención (con las primeras medidas de la etapa de protección ) que había minimizado la expansión de grupos como el primero entre los empleados de Webasto. Desde el 13 de marzo, la pandemia de la corona se gestiona en la etapa de protección con los estados alemanes que comienzan a cerrar las escuelas y el jardín de infantes, retrasando el comienzo del semestre y prohibiendo las visitas a hogares de ancianos para proteger a los ancianos.
Los días 25 y 26 de febrero, después del brote de COVID-19 en Italia, se detectaron múltiples casos relacionados con el brote italiano en Baden-Württemberg. Otros casos, que no estaban relacionados con los grupos italianos, ocurrieron en múltiples regiones, incluyendo Baden-Württemberg, Renania del Norte-Westfalia y Renania-Palatinado. Un grupo específico formado en Heinsberg estaba vinculado al Carnaval en Gangelt. El 7 de marzo, el número de personas infectadas en Alemania aumentó de 684 a 795. Son 795 el número de pacientes registrados oficialmente hasta el sábado a las 15:00, según anunció el Instituto Robert Koch. En siete horas, desde la primera comunicación a las 8:00, la cifra se había incrementado en 101 enfermos más.
Aunque Alemania se encuentra entre los diez países con el mayor número de casos positivos en el mundo, hasta el 13 de marzo de 2020 solo se registraron ocho muertes, mientras que a fecha de 21 de marzo la tasa de mortalidad era del 0,4%. Esta tasa tan baja, en comparación con países como Italia o España, donde esta era, en esa fecha, del 9,2 % y el 6,2 %, respectivamente, fue criticada por algunos parlamentarios italianos, acusando al gobierno alemán de ocultar las cifras reales de muertes por COVID-19, mientras que el Instituto Robert Koch (instituto de investigación de la Administración Federal de Alemania) señaló que sus conteos cumplen con los estándares de la OMS. La baja tasa de mortalidad de Alemania se debe, en gran medida, al número elevado de exámenes de diagnóstico realizados a la población alemana para reducir la posibilidad de contagio, ya que lo consideraron un componente esencial en la lucha contra la pandemia, como ya en su momento anunció el director general de la OMS, Tedros Adhanom, quien dijo que no se puede combatir el virus si no se sabe dónde está, lo que requiere pruebas amplias en personas, incluso con síntomas leves. Esto propició que Alemania se preparara antes de que el primer caso de contagio se produjera en el país, con la creación de un comité permanente de vigilancia instalado desde el 6 de enero, mientras que, por ejemplo, en España, el primer centro de vigilancia del coronavirus se habilitó el 14 de marzo, en la Comunidad de Madrid, cuando ya se contabilizaban 2940 personas contagiadas y 133 fallecidos. La previsión alemana hizo que el país obtuviera la capacidad de realizar, a 20 de marzo, 160 000 exámenes diagnósticos por semana, mientras que países como Italia, Reino Unido y España solo habían hecho, hasta esa fecha y en total, 150 000, 50 000 y 30 000 exámenes diagnósticos, respectivamente. Esto propicia que en estos países haya personas con el virus que no son diagnosticados por tener síntomas leves o por la escasez de material para la detección de la enfermedad, mientras que en Alemania es más cercano el número de casos detectados respecto al número real de infectados.
Actualmente, el mayor número de casos de COVID-19 en Alemania se encuentra en el estado de Renania del Norte-Westfalia. Ha habido 25 recuperaciones. Las primeras muertes, una mujer de 89 años en Essen y un hombre de 78 años en Heinsberg, se informaron el 9 de marzo.

### Andorra
La pandemia por coronavirus de 2019-2020 afectó a Andorra por primera vez el 2 de marzo de 2020, día en que se confirmó el primer caso de SARS-CoV-2. Este artículo explica el impacto de la pandemia en el principado, pero no es exhaustivo.
Desde mediados del mes de marzo, el gobierno andorrano recibe el asesoramiento del epidemiólogo español Oriol Mitjà. El 22 de marzo se contabilizaba la primera víctima mortal, un hombre de 88 años.

### Austria
El primer caso de la pandemia de COVID-19 en Austria se confirmó el 26 de enero, cuando una sospechosa de COVID-19 fue ingresada en el Hospital Kaiser Franz Josef de Viena. Era una azafata china que probablemente había estado en Wuhan días antes de regresar a Viena.
El Ministro de Asuntos Sociales, Salud, Atención y Protección del Consumidor, Rudolf Anschober, ha estado a cargo de la respuesta, y se muestra optimista sobre la prevención de la propagación del virus.

### Bélgica
En Bélgica el primer fallecimiento por la pandemia tuvo lugar el 10 de marzo, una mujer de 90 años en Bruselas. Una semana después, el gobierno belga impuso el estado de alarma y el confinamiento de la población, medida adoptada hasta al menos el 5 de abril.

### Bielorrusia
En Bielorrusia se confirmó que el virus se había extendido a Bielorrusia, cuando el primer caso de COVID-19 en el país se registró en Minsk el 28 de febrero de 2020.

### Bosnia
Se confirmó que había llegado a Bosnia y Herzegovina el 5 de marzo de 2020 en un paciente en Banja Luka, que había estado en Italia. El 21 de marzo de 2020, se anunció la primera muerte en el país por COVID-19 en un hospital en Bihać. La paciente era una mujer mayor que había sido hospitalizada dos días antes.

### Bulgaria
El primer caso en Bulgaria fue confirmado el 8 de marzo de 2020, un hombre de 27 años de Pleven y una mujer de Gabrovo de 75 años. Ninguno de los dos había viajado a áreas con casos conocidos de coronavirus. El hombre dio positivo por el virus después de ser hospitalizado por una infección respiratoria, y las autoridades anunciaron planes para evaluar a varias personas que estuvieron en contacto con las dos personas. Otras dos muestras en Pleven y Gabrovo fueron positivas el 8 de marzo. El paciente cero permanece desconocido.

### Chipre
Los primeros casos de la pandemia de enfermedad por coronavirus en Chipre se confirmó el 9 de marzo de 2020, uno en Nicosia y otro en Limassol.

### Ciudad del Vaticano
El primer caso de la pandemia de enfermedad por coronavirus de 2020 en Ciudad del Vaticano fue confirmado por la Santa Sede el 5 de marzo de 2020. El paciente cero era una turista.
El Papa Francisco dio negativo después de tener un resfriado que se rumoreaba que era el COVID-19. La máxima autoridad pontífice ha cancelado sus apariciones regulares en público para evitar que las multitudes se reúnan para verlo y las transmitirá en Internet debido a la también presencia de la pandemia en Italia.

### Croacia
El 25 de febrero, Croacia confirmó su primer caso, un hombre de 26 años que había estado en Milán, Italia. El 26 de febrero, se confirmaron dos nuevos casos, uno de los cuales era el hermano gemelo. En marzo de 2020, se notificó un grupo de casos en numerosas ciudades croatas. El 12 de marzo, se informó la primera recuperación, y el 18 de marzo se confirmó la primera muerte por el virus. El 19 de marzo, el número de casos registrados superó los 100.  El 25 de marzo, superó los 400. El 31 de marzo, superó los 800. La pandemia en Croacia ocurrió durante la Presidencia croata del Consejo del Unión Europea.
El 22 de marzo, un intenso terremoto azotó Zagreb, la capital de Croacia, causando problemas en la aplicación de las medidas de distanciamiento social establecidas por el Gobierno. El terremoto también se pudo sentir en gran parte de Croacia, Bosnia y Herzegovina, Hungría, Eslovenia y Austria. 
Según la Universidad de Oxford, a partir del 24 de marzo, Croacia es el país con las restricciones y medidas más estrictas del mundo para la reducción de infecciones en relación con el número de infectados. El gobierno creó un sitio web para toda la información sobre el virus y una nueva línea telefónica 113 que tiene voluntarios que responden preguntas.

### Dinamarca
Se confirmó que el virus se había extendido en Dinamarca cuando se confirmó el primer caso  el 27 de febrero de 2020.

### España
La pandemia de enfermedad por coronavirus en España se ha extendido por gran parte de su territorio, siendo los territorios insulares (Islas Baleares e Islas Canarias)  los que menos han sufrido la pandemia, y más avanzados están en la recuperación. Según el Informe 119 de la OMS (18 de mayo de 2020) y a medida que va avanzando la extensión de la pandemia, es el quinto país en número de casos confirmados, después de los Estados Unidos, Rusia, Brasil, y Reino Unido. En cuanto a los fallecimientos, es también el quinto país en número de personas fallecidas, por detrás de los EE. UU., Reino Unido, Italia y Francia.  El primer positivo diagnosticado fue confirmado el 31 de enero de 2020 en la isla de La Gomera, mientras que el primer fallecimiento ocurrió el 13 de febrero en la ciudad de Valencia, dato conocido veinte días después. A 22 de enero de 2021, en España se han contabilizado 2 496 896 casos confirmados por PCR, de los cuales 150 376 han sido dados de alta y 55 041 han fallecido según las autoridades, siendo la mayoría de fallecidos personas mayores de 65 años. Con 583 casos confirmados por cada cien mil habitantes, España tiene la tercera mayor tasa de infectados por país, solo por detrás de Luxemburgo y Catar, sin tener en cuenta a los microestados, si bien actualmente su tasa relativa de casos activos se sitúa en 125 positivos por cien mil habitantes: países como Reino Unido, Bélgica, Italia, Portugal, Francia, Perú y Estados Unidos tienen una mayor tasa relativa de casos activos.
La región más golpeada por la epidemia es la Comunidad de Madrid, que a 14 de mayo acumula 65 693 confirmados —el 29% del total de infectados confirmados en el país— 8779 muertes y 40 199 recuperaciones, seguida de Cataluña (región que actualmente cuenta con el mayor número de casos activos), Castilla y León y Castilla-La Mancha. La tasa de infectados confirmados en la región de Madrid se sitúa en 1057 positivos por cada cien mil habitantes, mientras que en La Rioja, Navarra y en Castilla-La Mancha, esta tasa asciende hasta los 1719, los 1209 y los 1194 confirmados por cada cien mil habitantes, respectivamente. El principal foco de la epidemia durante las primeras semanas se situó en la localidad madrileña de Torrejón de Ardoz. La isla canaria de La Graciosa es la única zona de todo en país sin tener ningún caso confirmado.
Ante la rápida expansión del virus, durante el mes de marzo se comenzaron a tomar decisiones por parte de diferentes Gobiernos Autonómicos de los territorios más afectados, hasta que finalmente el 14 de marzo, el Gobierno español decretó la entrada en vigor del estado de alarma en todo el territorio nacional durante quince días. Mediante esta medida, se limita la libre circulación de los ciudadanos a unos determinados supuestos, como la adquisición de alimentos y medicamentos o acudir a centros médicos o al lugar de trabajo, siendo en la práctica un confinamiento de la población en sus lugares de residencia. El Congreso de los Diputados ha autorizado al Gobierno a prorrogar el estado de alarma en tres ocasiones, extendiéndose esta medida hasta el 9 de mayo. Desde el 26 de abril se permite la salida de menores de catorce años acompañados por un adulto durante una hora en las inmediaciones de sus domicilios, medida ampliada a los mayores de dicha edad desde el 2 de mayo para pasear o hacer deporte de manera individual. Estas medidas entran dentro del plan de desescalada asimétrica por unidades territoriales aprobado por el Gobierno el 28 de abril.
El 21 de mayo se hizo obligatorio el uso de mascarillas en espacios públicos a partir de los 6 años. No es obligatorio su uso para personas con asma y similares ni mientras se hace deporte.

### Estonia
El 27 de febrero, Estonia confirmó su primer caso, un ciudadano iraní, que viajaba desde Irán a través de Turquía.
Hasta el 11 de marzo había 17 casos confirmados en Estonia. Doce de ellos habían regresado con la infección del norte de Italia, uno de Francia, uno de Irán y uno del área de riesgo no revelada. Los primeros dos casos de transmisión de virus a nivel local se produjeron en Saaremaa después de una competencia internacional de voleibol que involucró a un equipo de Milán.
Desde el 12 de marzo, el virus se estaba propagando localmente. El número de infectados creció rápidamente, llegando a 109 el 14 de marzo.

### Eslovenia
El 4 de marzo, Eslovenia confirmó su primer caso. Un paciente de unos 60 años había regresado de Marruecos unos días antes (a través de Italia) y fue ingresado en un hospital de Liubliana.

### Eslovaquia
El 6 de marzo, Eslovaquia confirmó su primer caso, un hombre de 52 años procedente de un pequeño pueblo cercano a Bratislava. No había viajado a ninguna parte en las últimas semanas, pero su hijo había visitado Venecia. Su hijo no mostró ningún síntoma. El 7 de marzo, el virus también se confirmó en su esposa e hijo.

### Finlandia
El 28 de enero, Finlandia confirmó el primer caso de enfermedad por coronavirus. Una ciudadana china de 32 años, procedente de Wuhan, buscó atención médica en Ivalo y dio positivo de SARS-CoV-2. La paciente quedó en cuarentena en el Hospital Central de Laponia, en Rovaniemi. La mujer se recuperó y obtuvo el alta hospitalaria el 5 de febrero, tras dar negativo dos días consecutivos.

### Francia
El primer caso confirmado de la pandemia de enfermedad por coronavirus de 2020 en Francia fue reportado el 24 de enero de 2020, siendo el primer caso conocido de COVID-19 de la Unión Europea y de todo el continente europeo. Actualmente se han confirmado 2 987 965 casos y 71 998 muertes, además de 214 538 personas recuperadas. Involucró a un ciudadano francés de 48 años que llegó a Francia desde China y se instaló en Burdeos. Dos casos más fueron confirmados al final del día; todos regresados recientemente de China.
Un turista chino ingresó en un hospital en París el 28 de enero y murió el 14 de febrero, en la que se creyó entonces era la primera muerte por COVID-19 en Europa y en general fuera de Asia. Más tarde se supo que el primer fallecimiento en Europa había tenido lugar el 13 de febrero en Valencia (España).
El 12 de marzo, el presidente de Francia, Emmanuel Macron, anunció en la televisión pública que todas las escuelas y todas las universidades cerrarían desde el lunes 16 de marzo hasta nuevo aviso. Al día siguiente, el primer ministro Édouard Philippe prohibió las reuniones de más de 100 personas, sin incluir el transporte público. Al día siguiente, el primer ministro ordenó el cierre de todos los lugares públicos no esenciales, incluidos restaurantes, cafeterías, cines y discotecas, a partir de la medianoche. El 16 de marzo, el presidente Emmanuel Macron anunció un cierre nacional durante 15 días a partir del 17 de marzo al mediodía.

### Guernsey
El 9 de marzo, Guernsey confirmó su primer caso de COVID-19. La persona había contraído el virus de vacaciones en Tenerife antes de regresar a casa.

### Hungría
El 4 de marzo, el primer ministro Viktor Orbán anunció que dos estudiantes iraníes habían sido infectados con el virus. Los estudiantes son asintomáticos y han sido transportados al Hospital Saint Ladislaus en Budapest.

### Islandia
Se confirmó que el virus había llegado a Islandia en febrero de 2020. Hasta el 19 de junio de 2020, el número total de casos registrados era de 1822, de los cuales 1805 se habían recuperado y se habían producido 10 muertes, no se han notificado casos nuevos desde entonces.

### Italia
Los primeros casos de la pandemia de COVID-19 en Italia se confirmaron el 31 de enero de 2020, cuando dos turistas chinos en Roma dieron positivo la enfermedad por coronavirus 2019, causada por el SARS-CoV-2. Una semana después, un hombre italiano repatriado de regreso a Italia desde la ciudad de Wuhan, China, fue hospitalizado y se confirmó que era el tercer caso de COVID 19 en Italia. Posteriormente se detectó un grupo de casos, comenzando con 16 casos confirmados en Lombardía el 21 de febrero, 60 casos adicionales el 22 de febrero y las primeras muertes de Italia informadas el mismo día.
A principios de marzo, el brote golpeó a Italia más que en cualquier otro lugar de la Unión Europea, y actualmente es el tercer país con el mayor número de casos confirmados en el mundo, después de Estados Unidos y de España. Al día 2 de marzo de 2020, los contagiados eran más de 2000, y los muertos por COVID-19 eran 52, de los cuales 18 ocurrieron durante el día anterior. Ese mismo día el gobierno había dividido el país en 4 zonas de acuerdo al nivel de riesgo con diferentes niveles de restricción de actividades.
Once municipios en el norte de Italia han sido identificados como los epicentros de los dos principales grupos italianos y puestos en cuarentena. La mayoría de los casos positivos en las otras regiones conducen a estos dos grupos. Hasta el 10 de marzo, Italia había realizado 60 761 pruebas para el virus.
El 8 de marzo de 2020, el primer ministro Giuseppe Conte extendió la cuarentena a toda Lombardía y a otras 14 provincias del norte, poniendo a más de una cuarta parte de la población nacional (aproximadamente 14 millones de personas) bajo cuarentena, medida que el día siguiente fue extendida a la totalidad del país (es decir 60 millones de personas). El 11 de marzo de 2020 Conte prohibió casi todas las actividades comerciales, excepto supermercados y farmacias.
Debido a la importancia del turismo en la actividad económica italiana (13% del PIB), se teme que esta pandemia tenga consecuencias potencialmente desastrosas. Por su parte, el gobierno italiano ha informado que destinará más de 3600 millones de s para frenar el impacto del virus, algo cercano al 0,2 % del PIB.

### Kosovo
Los dos primeros casos fueron denunciados en el país el 13 de marzo. En el período de diez días del 13 al 23 de marzo, el número de casos positivos con coronavirus aumentó a 35. A la medianoche del 23 de marzo, se confirmaron 26 nuevos casos, con lo que el número total de casos fue de 61.  El 25 de marzo, el gobierno colapsó con un voto de desconfianza en el primer ministro Albin Kurti.

### Letonia
Se confirmó que la pandemia COVID-19 llegó a Letonia el 2 de marzo de 2020.

### Liechtenstein
El primer caso confirmado de la pandemia de coronavirus de 2020 en Liechtenstein fue el 3 de marzo, tratándose de un ciudadano que mantuvo contacto con una persona infectada en Suiza. Para el día 17 del mismo mes el número de casos confirmados ascendió a 19, según información suministrada por el gobierno del país.

### Luxemburgo
El primer caso se informó en el país el 29 de febrero. El paciente es un hombre que regresó de Italia vía Charleroi, Bélgica.

### Noruega
El 26 de febrero, Noruega confirmó su primer caso, en una persona que había regresado de China la semana anterior.
El 7 de marzo, hubo 147 casos confirmados en Noruega. La mayoría de los casos podrían estar vinculados a brotes en el extranjero o encuentros cercanos con estos. En total, 89 han sido infectados en viajes por Italia.
El 12 de marzo de 2020, todos los jardines de infancia, escuelas, colegios y universidades estuvieron cerrados hasta al menos el 26 de marzo de 2020.

### Malta
El 7 de marzo, Malta informó de sus primeros 3 casos de coronavirus: una familia italiana compuesta por una niña de 12 años y sus padres, que llegaron a Malta el 3 de marzo desde Roma después de unas vacaciones en Trentino.

### Moldavia
La pandemia de COVID-19 en Moldavia es parte de la pandemia mundial de la enfermedad por coronavirus 2019 (COVID-19) causada por el coronavirus 2 del síndrome respiratorio agudo severo (SARS-CoV-2). Se confirmó que el virus llegó a la República de Moldavia el 7 de marzo de 2020, cuando una mujer moldava que regresó de Italia resultó positiva para el nuevo coronavirus. A medida que el número de personas infectadas comenzó a aumentar durante los próximos días, el 17 de marzo de 2020, el Parlamento declaró el estado de emergencia para todo el territorio de la República de Moldova por un período de 60 días (17 de marzo - 15 de mayo de 2020). El 18 de marzo de 2020 se registró la primera muerte causada por COVID-19. El 23 de marzo de 2020, el número total de casos confirmados superó los 100 y el 7 de abril de 2020 este número superó los 1000. Para el 10 de abril de 2020, los casos habían sido confirmados en todas las regiones del país, incluida la región de Transnistria.

### Montenegro
Su primer caso el 17 de marzo de 2020, convirtiéndose en el último país europeo en registrar un caso de SARS-CoV-2.
Al 15 de junio de 2020, el número total de casos en Montenegro era de 326.
El 24 de mayo de 2020, 68 días después de que se registrara el primer caso en Montenegro, se convirtió en el primer país libre de corona en Europa. Dentro del primer brote, los casos indexados representaron el 9% del total informado, el 80% de los casos se infectaron debido al contacto con casos primarios, mientras que el origen de la infección del otro 11% de los casos no era seguro. El Gobierno de Montenegro estimó que el país necesita 59,2 millones de euros de ayuda privada e internacional para abordar el impacto sanitario, social y económico de COVID-19.
Montenegro tuvo 0 casos activos desde el 24 de mayo hasta el 14 de junio, cuando se notificó el primer caso importado

### Macedonia del Norte
El 26 de febrero, Macedonia del Norte confirmó su primer caso, una mujer que había regresado de Italia. El 10 de marzo se cerraron todas las escuelas, jardines de infantes y universidades. Hasta el 6 de junio, el país había reportado 3152 casos, 156 muertes y un total de 1653 recuperados.
Para detener la propagación del virus, el país tenía un estricto toque de queda de 61 horas todos los fines de semana. Para las vacaciones, como Semana Santa, el país tenía un toque de queda de 85 horas.
Además, el estado de emergencia que había expirado se extendió por 14 días más hasta el 30 de mayo, y luego nuevamente por 14 días más hasta el 13 de junio.

### Países Bajos
El primer caso de la pandemia de COVID-19 en los Países Bajos se confirmó el 27 de febrero de 2020, cuando se confirmó su primer caso COVID-19 en Tilburgo. Involucraba a un holandés de 56 años que había llegado a los Países Bajos desde Italia. A fecha del 15 de marzo había 2.460 casos confirmados de infección en los Países Bajos y 76 pacientes infectados habían muerto. La primera muerte ocurrió el 6 de marzo, cuando un paciente de 86 años murió en Róterdam.

### Polonia
La pandemia de COVID-19 en Polonia es parte de la pandemia mundial de la enfermedad por coronavirus 2019 (COVID-19) causada por el coronavirus 2 del síndrome respiratorio agudo severo (SARS-CoV-2). En febrero y marzo de 2020, las autoridades de salud en Polonia llevaron a cabo pruebas de laboratorio de casos sospechosos de infección por SARS-CoV-2, uno de los siete coronavirus humanos conocidos, así como la cuarentena y el monitoreo en el hogar. El primer caso de infección por SARS-CoV-2 confirmada por laboratorio en Polonia fue la de un hombre hospitalizado en Zielona Góra, con confirmación oficial anunciada el 4 de marzo de 2020.

### Portugal
Los dos primeros casos de la pandemia de enfermedad por coronavirus de 2020 en Portugal se informaron el 2 de marzo de 2020, siendo este el último país de Europa occidental al cual llegó el virus. Cuando dos pacientes de nacionalidad portuguesa llegaron al país, uno de ellos viajó por el norte de Italia por vacaciones y el segundo arribó desde España por motivos de trabajo. El primer caso fue el de un médico portugués de 60 años quien había pasado sus vacaciones en la región italiana de Lombardía y fue internado en el hospital de Santo António de Oporto y el segundo un contratista de la región norte del país quien estuvo en la ciudad española de Valencia, siendo internado en el hospital de São João, también en la ciudad de Oporto. El distrito de Oporto es donde más casos han sido registrados, principalmente en las localidades de Felgueiras y Lousada.
Al día 9 de marzo existían 31 casos positivos, el gobierno recomendó aplazar los vuelos y el cierre temporal de las instituciones educativas regionales de los lugares más afectados. Más tarde, el gobierno decidió extremar las medidas, alcanzando la cuarentena de localidades. El presidente de la república, Marcelo Rebelo de Sousa, decidió entrar en cuarentena voluntaria en su residencia en Cascaes después de haber permanecido en contacto con un grupo de jóvenes de una escuela de Felgueiras donde hubo un caso positivo; si bien las pruebas dieron negativas, el presidente decidió permanecer en cuarentena para evitar problemas.
A partir del 15 de marzo el número de infectados ha llegado a 245, con tres personas recuperadas. A pesar de no tener decesos registrados, el gobierno declaró el estado de alerta anunciando el cierre de centros educativos, centros de diversión nocturna, limitación en los aforos de los restaurantes y la restricción de los eventos masivos.

### Reino Unido
Se confirmó que la pandemia de COVID-19 se extendió al Reino Unido el 31 de enero de 2020. La transmisión documentada más temprana dentro del Reino Unido ocurrió el 28 de febrero de 2020, lo que llevó a una epidemia con un rápido aumento de casos en marzo. Hasta el 22 de enero, se han registrado 3 583 907 casos confirmados de COVID-19 en el Reino Unido y han muerto 95 981 personas con infección confirmada.
Tan pronto como aparecieron los primeros casos el 31 de enero, el Reino Unido lanzó una campaña de información de salud pública para aconsejar a las personas sobre cómo reducir el riesgo de propagación del virus. Otros casos a principios de febrero llevaron al Secretario de Estado de Salud y Asistencia Social, Matt Hancock, a introducir el instrumento legal 2020 del Reglamento de Protección de la Salud (Coronavirus) 2020. El Departamento de Salud y Atención Social del Reino Unido (DHSC) y la Salud Pública de Inglaterra (PHE) publicaron orientación sobre prevención y control de infecciones, cómo detectar y diagnosticar COVID-19 y actualizaciones diarias, incluidos consejos para viajeros. Además, el NHS estableció centros de detección de tránsito COVID-19 en varios hospitales. El principal asesor médico del gobierno, Chris Whitty, explicó una estrategia para abordar el brote basada en cuatro objetivos: contener, retrasar, investigar y mitigar. El Reino Unido desarrolló un prototipo de prueba de laboratorio específica para la nueva enfermedad. El aeropuerto de Heathrow recibió apoyo clínico adicional y una vigilancia más estricta de los tres vuelos directos semanales que recibía de Wuhan. Los cuatro jefes médicos del Reino Unido (OCM) elevaron el nivel de riesgo del Reino Unido de bajo a moderado el 30 de enero, tras el anuncio de la enfermedad de la OMS como una emergencia de salud pública de preocupación internacional (PHEIC).
Para el 1 de marzo, se habían detectado casos en Inglaterra, Gales, Irlanda del Norte y Escocia. Posteriormente, el Primer Ministro Boris Johnson dio a conocer el Plan de Acción de Coronavirus, y el gobierno declaró el brote de coronavirus como un «incidente de nivel 4». El 11 de marzo, la OMS declaró el brote como una pandemia. Otras respuestas incluyeron algunas escuelas en Inglaterra que optaron por cerrar. Algunas aerolíneas anunciaron una serie de cancelaciones de vuelos, y algunos minoristas en línea informaron que los consumidores realizan pedidos inusualmente grandes. El 12 de marzo, el nivel de riesgo del Reino Unido aumentó de moderado a alto. Cuatro días después, siguiendo la experiencia en Italia y basándose en pruebas que incluyen pronósticos de epidemiólogos en el Imperial College de Londres, el gobierno aconsejó sobre nuevas medidas de distanciamiento físico y aconsejó a las personas en el Reino Unido contra los viajes «no esenciales» y el contacto con otros, además de sugerir a las personas que eviten los bares, clubes y teatros, y trabajen desde casa si es posible. Se instó a las mujeres embarazadas, las personas mayores de 70 años y aquellas con ciertas condiciones de salud a considerar el consejo «particularmente importante» y se les pedirá que se autoaislen. El 18 de marzo, se anunció que el Reino Unido cerrará todas las escuelas.
El 27 de marzo el primer ministro Boris Johnson dio positivo al test de COVID-19. Le fue indicado aislamiento preventivo en su domicilio. El 6 de abril, fue ingresado en una Unidad de Cuidados Intensivos del St Thomas' Hospital, por empeoramiento de su cuadro clínico.

### República Checa
El primer caso en República Checa se notificó en el país el 1 de marzo. Hasta el 22 de marzo había habido 1120 casos confirmados, con un resultado letal.
El 12 de marzo, la República Checa declaró un estado de emergencia de 30 días y prohibió la entrada a no residentes de China, Corea del Sur, Irán, Italia, España, Austria, Alemania, Suiza, Suecia, Reino Unido, Noruega, Dinamarca y Francia.
La República Checa prohibió a las personas salir en público sin usar una máscara facial o cubrirse la nariz y la boca.

### Rumania
Cinco hospitales en el país albergarán pacientes si tienen el COVID-19, esos son dos en Bucarest y otros en Iași, Cluj-Napoca y Timișoara. Los escáneres térmicos se colocarán en los aeropuertos del país. Las personas recibirán volantes y cuestionarios para ser informados sobre el COVID-19.
El 21 de enero, una banda formada por 50 músicos de la filarmónica de siete ciudades regresó a casa de una gira de 50 días en China, el concierto inaugural fue en Wuhan. Dieciocho de ellos fueron llevados a la sede de la Filarmónica de Banatul de Timișoara, donde trabajan, y fueron enviados a casa durante dos semanas, en «una especie de cuarentena». Los miembros estuvieron en Wuhan solo el 3 de diciembre de 2019, cuando no se declaró ningún virus. Otros músicos, de Constanza, Cluj-Napoca y Arad, también están en cuarentena en sus casas.

### Rusia

Mapa de casos confirmados de SARS-CoV-2 por entidad federal en Rusia.

Los primeros casos de la pandemia de enfermedad por coronavirus en Rusia iniciaron el 31 de enero de 2020 en las ciudades de Tiumén (Tiumén) y Chitá (Zabaikalie), que estaban contenidos. Las medidas de prevención temprana incluyeron restringir la frontera con China y pruebas exhaustivas. La infección se propagó desde Italia el 2 de marzo, lo que condujo a medidas adicionales como cancelar eventos, cerrar escuelas, teatros y museos, cerrar la frontera y declarar un período de inactividad que actualmente está vigente hasta al menos el 11 de mayo, después de haber sido extendido dos veces. A fines de marzo, se impusieron bloqueos en la gran mayoría de los sujetos federales, incluido Moscú. Para el 17 de abril, se confirmaron casos en todos los sujetos federales. El 27 de abril, el número de casos confirmados superó a los de China y el 30 de abril superó los 100 000.
La ciudad de Moscú es actualmente el sujeto federal más afectado, con la mayoría de los casos confirmados (110 000) y la segunda ciudad más afectada después Nueva York (185 000), a seguir Wuhan (64 000), Madrid (62 300) y Milán (21 500).

### San Marino
El primer caso de la pandemia de enfermedad por coronavirus de 2020 en San Marino fue confirmado por el gobierno el 27 de febrero de 2020.

### Serbia
El primer caso de la pandemia de enfermedad por coronavirus de 2020 en Serbia fue registrado el 6 de marzo de 2020, el caso era de un varón de 43 años de Bačka Topola que había regresado recientemente de Hungría. Anteriormente el caso del índice también fue discutido después de que el Instituto de Salud Pública revelara públicamente que el primer caso fue registrado una semana antes del caso del índice oficialmente reportado.
A finales de junio de 2020, Balkan Insight publicó un informe basado en los datos filtrados del sistema interno de información COVID-19 del Gobierno. En este informe se afirmaba que, en realidad, Serbia había registrado 632 muertes debidas a COVID-19 en el período comprendido entre el 19 de marzo y el 1 de junio de 2020, lo que corresponde a 388 muertes adicionales causadas por el virus que no se notificaron públicamente. Además, según los datos filtrados, el número de personas que se infectaron en Serbia del 17 al 20 de junio fue de al menos 300 por día, mientras que los informes públicos nunca representaron más de 96 casos por día en el mismo período.
Hasta el 23 de julio se han confirmado 22 443 casos, 508 fallecidos y 14 047 recuperados de coronavirus en el país.

### Suecia
Se confirmó que la pandemia de enfermedad por coronavirus (COVID-19), causada por el síndrome respiratorio agudo severo coronavirus 2 (SARS-CoV-2), llegó a Suecia el 31 de enero de 2020, cuando una mujer que regresaba de Wuhan dio positivo. El 26 de febrero, después de brotes en Italia y en Irán, aparecieron múltiples grupos relacionados con los viajes en Suecia. La transmisión comunitaria se confirmó el 9 de marzo en la región de Estocolmo. La primera muerte se informó el 11 de marzo en Estocolmo, un caso de transmisión comunitaria.
El día 15 de marzo (a las 14 horas), había 992 casos confirmados de personas infectadas — ingresadas en hospitales o aisladas en casa. La mayoría de los casos están relacionados con viajes al extranjero, en especial a Italia, y en menor grado a Austria. Un número pequeño, pero creciente, de casos resulta de infecciones en la propia Suecia.
La Autoridad Nacional de la Salud Pública (Folkhälsomyndigheten) es la agencia gubernamental responsable de la protección contra esta enfermedad contagiosa, y de la coordinación de medidas a nivel nacional. Una de sus competencias es el seguimiento activo de los contactos habidos entre las personas identificadas como portadoras de la enfermedad. En su trabajo, coopera activamente con la Unión Europea y la Organización Mundial de la Salud (WHO).
En Suecia no se realiza el confinamiento como ocurre en la mayoría de países.

### Suiza
Se confirmó que la pandemia de COVID-19 se extendió a Suiza el 25 de febrero de 2020 cuando se confirmó el primer caso de COVID-19 después de un brote de COVID-19 en Italia. Un hombre de 70 años en el cantón de habla italiana de Ticino, que limita con Italia, dio positivo por SARS-CoV-2. El hombre había visitado previamente Milán. Posteriormente, se descubrieron múltiples casos relacionados con los grupos de Italia en múltiples cantones, incluidos los de Basilea, Zúrich y Graubünden. También se confirmaron múltiples casos aislados no relacionados con los grupos de Italia.
El 28 de febrero, el Consejo Federal anunció una prohibición inmediata de todos los eventos públicos y privados que involucran a más de 1000 participantes, como uno de los esfuerzos para frenar la propagación de la infección por COVID-19. Además, los eventos de 150 o más ahora necesitan permiso federal. (SwissWatch) Se cancelaron varios eventos importantes, incluido el Salón del Automóvil de Ginebra, al que asistieron 660,000 personas en 2018, el Carnaval de Berna y el Carnaval de Basilea.
A partir del 14 de marzo de 2020, 1359 personas dieron positivo en Suiza. 1189 de estas pruebas positivas han sido confirmadas por el laboratorio de referencia en Ginebra.
Hasta el 15 de marzo, entre las naciones con al menos un millón de ciudadanos, Suiza tiene la segunda tasa más alta del mundo de casos positivos de coronavirus per cápita con 256.2 casos por millón de personas.

### Turquía
Se confirmó oficialmente que la pandemia de enfermedad por coronavirus en Turquía inició el 11 de marzo de 2020, debido a que un hombre turco había contraído el virus, mientras viajaba por Europa.
El 12 de marzo, el gobierno anunció que las escuelas y las universidades en Turquía serían cerradas empezando desde el 16 de marzo.
La primera muerte por enfermedad por coronavirus en el país, ocurrió el 17 de marzo de 2020. El 23 de marzo de 2020, el ministro de Salud Fahrettin Koca anunció que los casos de coronavirus se había extendido por todas partes Turquía.
El 8 de abril de 2020, el Ministerio de Salud confirmó que el número total de casos aumentó a 38 226 y que número de muertes alcanzó la cifra de 812. El número total de pruebas realizadas al 8 de abril fue de 247 768.

### Ucrania
Se confirmó que el primer caso del país estaba hospitalizado en el Óblast de Chernivtsi el 3 de marzo de 2020, un hombre que había viajado desde Italia a Rumania en avión y luego llegó a Ucrania en automóvil.
El 20 de marzo se declaró una emergencia en el Óblast de Kiev, el Óblast de Chernivtsi, el Óblast de Zhytomyr, el Óblast de Dnipropetrovsk, el Óblast de Ivano-Frankivsk y en la ciudad de Kiev.
Las agencias estatales estatales de Ucrania no informan sobre las estadísticas de la República Autónoma de Crimea y la ciudad de Sebastopol y la ciudad de Sebastopol, no reconocida, y de la República Popular de Lugansk en el este de Ucrania.